# Obenpilghausen 20 (Solingen)

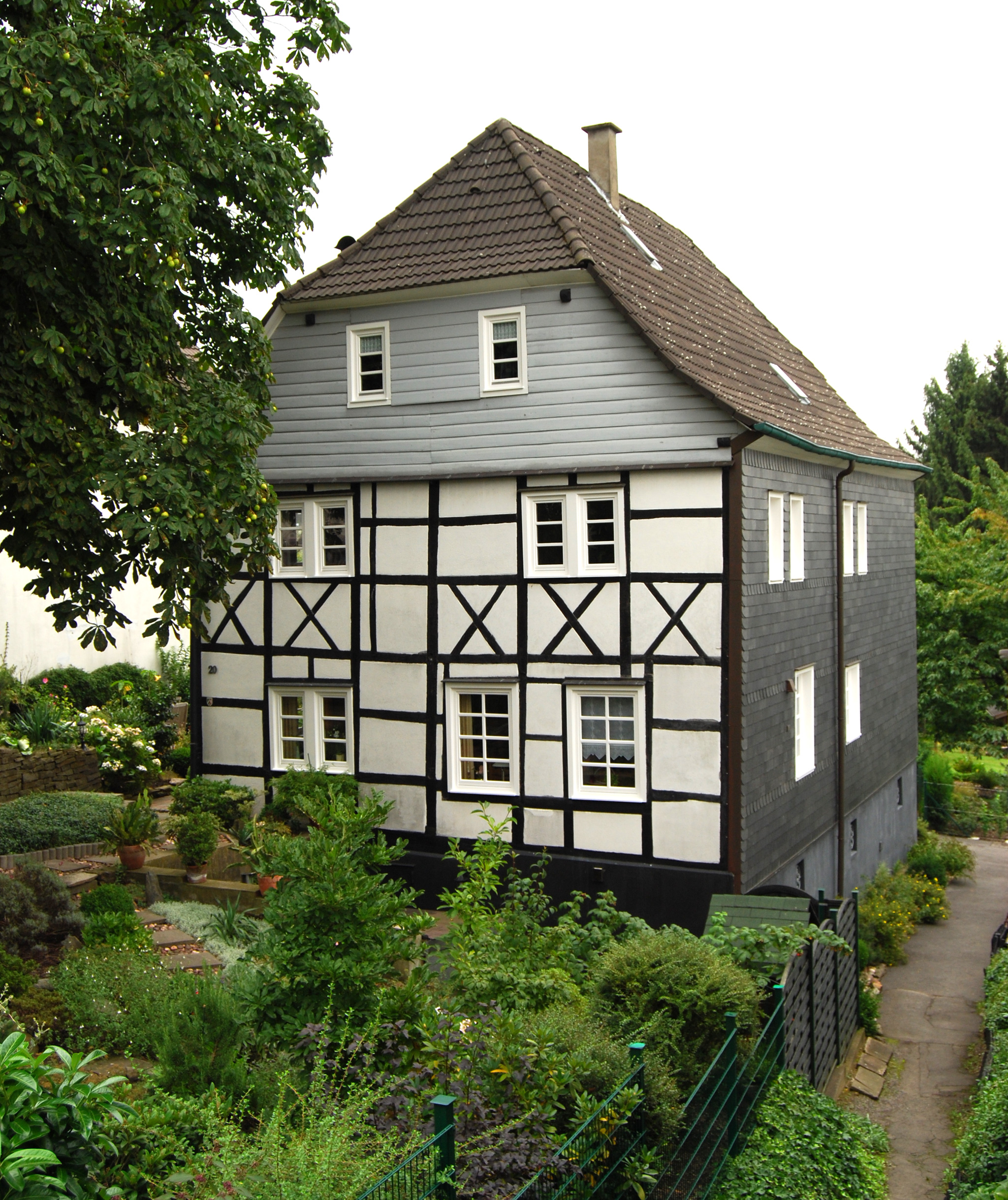

Das Gebäude Obenpilghausen 20 befindet sich in der Hofschaft Obenpilghausen in Solingen-Höhscheid. Es ist seit dem 8. März 1985 denkmalgeschützt.
Der langgestreckte Bau von zwei Geschossen unter einem Krüppelwalmdach in Ständerbauweise wurde 1739 auf einem dreiteiligen Grundriss errichtet. Das Sichtfachwerk des Gebäudes weist ein Band von Andreaskreuzen auf, das hohe Kellergeschoss ist talseitig freistehend. An der Traufseite befindet sich eine mittige Eingangstür mit Oberlicht, Seitenfenstern und Freitreppe.